# سیارک ۳۹۶۷۷
سیارک ۳۹۶۷۷ (به انگلیسی: 39677 Anagaribaldi، نامگذاری:1996EG) سی و نه هزار و ششصد و هفتاد و هفتمین سیارک کشف شده‌است که در ۱۳ مارس ۱۹۹۶ کشف شد.